# Barbara Flückiger
Barbara Flückiger (* 9. Dezember 1957 in Zürich) ist eine Schweizer Filmwissenschaftlerin, emeritierte Professorin und Unternehmerin.

## Leben
Von 1980 bis 1992 arbeitete sie als Filmtonmeisterin unter anderem für die Regisseure Markus Imhoof, Daniel Schmid, Claude Goretta und Silvio Soldini. Anschließend studierte sie Germanistik, Filmwissenschaft und Publizistik an der Universität Zürich und der Freien Universität Berlin. Ihr Arbeitsschwerpunkt ist das Zusammenspiel von technologischer Innovation und Ästhetik.
1999 promovierte sie mit einer Dissertation zum Sound Design im amerikanischen Mainstreamfilm 1975–1995 an der Universität Zürich, die 2001 als Sound Design. Die virtuelle Klangwelt des Films veröffentlicht wurde, seither in mehreren Auflagen erschienen ist und als Standardwerk gilt.
Nach der Arbeit an einem Forschungsprojekt zum digitalen Kino 2000–2002 führte sie die theoretische Beschäftigung mit den narrativen und ästhetischen Folgen der Digitalisierung des Filmbildes am Beispiel computergenerierter Visual Effects fort. Sie habilitierte 2007 an der Freien Universität Berlin mit der Schrift Visual Effects. Filmbilder aus dem Computer.
Von Februar 2007 bis Januar 2014 war sie Gastprofessorin im Masterprogramm Netzwerk Cinema CH am Seminar für Filmwissenschaft der Universität Zürich. Im Januar 2014 wurde sie von der Philosophischen Fakultät der Universität Zürich zur ausserordentlichen Professorin ad personam ernannt und 2017 zur Ordinaria ad personam befördert. Ende Januar 2023 wurde Flückiger emeritiert.
Ab 2007 beschäftigte sich Flückiger mit der Digitalisierung von Archivfilmen, zunächst im KTI-Forschungsprojekt AFRESA 2008–2011, anschliessend im Forschungsprojekt Filmgeschichte Re-mastered gefördert vom Schweizerischen Nationalfonds 2011–2013 und seit 2013 mit dem KTI-Forschungsprojekt DIASTOR Bridging the Gap Between Analog Film History and Digital Technology. Im Rahmen von Filmgeschichte Re-mastered hat sie mehrere mehrmonatige Forschungsaufenthalte an der Harvard University absolviert und sich dort der Grundlagenforschung von historischen Farbfilmverfahren gewidmet. Daraus ist eine umfassende Ressource entstanden, die seit 2012 online abrufbar und 2013 als interaktive Online-Plattform programmiert worden ist. Von 2012 bis 2014 war sie Co-Projektleiterin des Forschungsprojekts Analog vs. Digital. The Emotional Impact of Film Recording Processes on the Audience.
2015 erhielt Barbara Flückiger einen mit 3,1 Mio. CHF dotierten Advanced Grant des European Research Council zur systematischen Erforschung der Interaktion zwischen Technologie und Ästhetik von Filmfarben mit einem neuen interdisziplinären Ansatz sowie Werkzeugen der Digital Humanities mit einer Laufzeit von 6 Jahren. Zusätzlich sprach ihr der European Research Council eine Förderung zur Entwicklung eines multispektralen Scanners zu, die von 2018 bis 2020 umgesetzt wurde. Parallel zum ERC-Forschungsprojekt finanzierte der Schweizerische Nationalfonds das Projekt Filmfarben. Technologien, Kulturen, Institutionen zur Untersuchung der kulturellen und politischen Faktoren der Technologiegeschichte von Farbfilmverfahren.
Mit einem Bridge Discovery Grant förderte der Schweizerische Nationalfonds in Zusammenarbeit mit Innosuisse die Entwicklung und Implementation eines multispektralen Digitalisierungsworkflows von 2021 bis 2023, das 2023 zur Gründung des Startups Scan2Screen führte, mit einem Unternehmen in Kalifornien und einer Firma in der Schweiz sowie einem Labor in Berlin. Flückiger amtet als CEO von Scan2Screen US LLC und ist Mitbegründerin und Gesellschafterin von Scan2Screen Switzerland GmbH.
2019 erhielt sie den Award des Joint Technical Symposium der Coordinating Council of Audiovisual Archives Associations (CCAAA), “for extraordinary contributions to the technology of the audiovisual archiving field.”
2022 folgte die James A. Lindner Archival Technology Medal der Society of Motion Pictures and Television Engineers in Hollywood CA “in recognition of her outstanding research focused on the digitization and restoration of archival color films”.
2023 wurde Flückiger die Turner Medal der Colour Group (GB) in London verliehen, “in recognition of her outstanding contribution to the field of colour in film”.
Von 2021 bis 2024 war sie im Advisory Board für die Ausstellung Color in Motion des Academy Museum of Motion Pictures in Los Angeles und führte mit ihrer Firma Scan2Screen zahlreiche Digitalisierungen von frühen Farbfilmen durch, die in einer monochromen Installation gezeigt wurden.
Barbara Flückiger ist die Mutter von Silvana Konermann.

## Veröffentlichungen (Auswahl)
- Barbara Flückiger (2001): Sound Design. Die virtuelle Klangwelt des Films. Marburg: Schüren. 520 S., Klappbroschur, viele, zum Teil farbige Abb. ISBN 3-89472-506-0, 2. Auflage 2002, 3. Auflage 2007, 4. Auflage 2010, 5. Auflage 2012.
- Barbara Flückiger (2008): Visual Effects. Filmbilder aus dem Computer. Marburg: Schüren. 528 S., Klappbroschur, zahlreiche Abbildungen in Farbe. ISBN 978-3-89472-518-1
- Barbara Flückiger (2012 f.): Timeline of Historical Film Colors. Online
- Vollständige Liste der Publikationen auf der Website des Seminars für Filmwissenschaft: Publikationsliste.